# Harold Hunter
Harold Hunter född den 2 april 1974, död den 17 februari 2006. Harold var skateboardåkare och skådespelare från New York. Han är mest känd som sin roll i filmen Kids från 1995.
Som skateboardåkare var han sponsrad av bl.a. Zoo York Skateboarding Company. Han ägde också Rock Star Bearings Co. Han åkte sin skateboard goofy och några av hans favorittrix var 360 Ollie, Nollie Heel, Feeble Grind och Switch Crooked Grind. 
Fredagen den 17 februari 2006 hittade hans bror honom död i sin lägenhet. Harold dog av en kokainöverdos. Hans motto "Legends Never Die" (Legender dör aldrig) lever fortfarande kvar.